# جورجي غريشكو
جورجي غريشكو (بالإنجليزية: Georgy Grechko)‏‏ (25 مايو 1931 - 8 أبريل 2017) هو مهندس، ورائد فضاء، وكاتب من الاتحاد السوفيتي.
وهو عضو في الحزب الشيوعي السوفيتي .
وهو عضو في All-Union Society of Philatelists (منذ 1971) .

## ريادة الفضاء
شارك في المهمات الفضائية:
- Soyuz 17
- Soyuz 27
- Soyuz T-14
- Soyuz 26
- Soyuz T-13.

## التعليم
تعلم في Baltic State Technical University

## جوائز
حصل على جوائز منها:
- وسام لينين (1985)
- Kirti Chakra (1984)
- Hero of the Czechoslovak Socialist Republic (16 مارس 1978)
- Gold Star (16 مارس 1978)
- وسام لينين (16 مارس 1978)
- Order of Klement Gottwald (16 مارس 1978)
- بطل الاتحاد السوفيتي (16 مارس 1978)
- Gold Star (12 فبراير 1975)
- وسام لينين (12 فبراير 1975)
- بطل الاتحاد السوفيتي (12 فبراير 1975)
- وسام تطوير الأراضي البكر (1970)
- Medal "For Distinguished Labour" (1961)
- وسام الاستحقاق في استكشاف الفضاء
- Pilot-Cosmonaut of the USSR.